# トリプル・クライマックス 三人の女たち
『トリプル・クライマックス 三人の女たち』（トリプル・クライマックス さんにんのおんなたち）は、菊嶌稔章、可児正光、江尻大監督による日本映画。オムニバス形式3作品で構成される。

## 概要
2014年9月20日劇場公開。ここ数年のピンク映画業界で助監督として支えた3名によるオムニバスで、それぞれのエピソード冒頭に監督名と女優名が併記される。

## あらすじ
スカーレットナイト
会社員の菜月は自称ハイパーメディアクリエイターのヒモ男と交際中で、課金ゲームに明け暮れる彼氏・俊に今までにいいように扱われてきた。しかし菜月の前に優しい男が現れる。女は惹かれ性行為に及ぶが、ふと彼を蹴り上げる。
迷妄
広告カメラマンのめぐみは、ディレクターを務めるテツロウと不倫関係にあった。仕事中、めぐみはテツロウと行為に及んでしまうが、カメラマンの同僚・ヨウヘイにその様子を見られてしまう。2人の男の間で心が揺れ動くめぐみ。行為中に2人が重なって見える現象が起こりだす。
ママになってよ
ヒロシはある日、ソファで目覚めた。ショウコと終った後に寝てしまったらしい。ショウコはヒロシに好意を持つが、結婚を求めると彼氏がいると断られる。ヒロシはその姿に母親の姿を重ねる。

## 出演
『スカーレットナイト』
- 入田真綾
- 安藤ヒロキオ
- 吉田タケシ
- 野間清史
- 豊岡んみ

『迷妄』
- 小春まり
- 石川雄也
- アライジン

『ママになってよ』
- 七瀬アリス
- 保志健斗

## スタッフ
『スカーレットナイト』
- 監督・脚本…菊嶌稔章
- 撮影監督…馬渕翔馬
- 録音…西山秀明
- ヘアメイク…ビューティ★佐口
- 助監督…小関裕次郎
- 監督助手…髙木翔
- 撮影助手…澤野涼風

『迷妄』
- 監督・脚本…可児正光
- 撮影…禅立煙猫
- 照明…羅奇異犯血
- 録音…竹内勝一郎
- ヘアメイク…ビューティ★佐口
- 助監督…秋吉美季
- 撮影助手…杉保穀留
- 制作応援…江尻大
- 音楽…OPM

『ママになってよ』
- 脚本・監督…江尻大
- 撮影…酒村多緒
- 照明…熊谷美央
- 撮影助手…岡本虎丸
- 録音…北野愛有
- 撮影応援…禅立煙猫
- 撮影助手応援…可児正光
- 編集…山内大輔
- 音楽…Eastern Electrics
- 衣裳…山川恵未
- メイク…征矢杏子
- メイク助手…吉原道則
- アニメーション…土肥良成
- 効果・整音…AKASAKA音効
- 制作応援…吉行由実
- 協力…レントシーバー、スノビッシュ

- プロデューサー：山内大輔
- スチール…本田あきら
- 仕上げ…東映ラボ・テック
- 制作…VOID FILMS
- 提供…オーピー映画